# Бачи, Милан
Милан Бачи (алб. Millan Baçi; род. 3 ноября 1955, Тирана) — албанский футболист, игравший на позиции правого защитника.

## Клубная карьера
Во взрослом футболе дебютировал в 1970-х годах в команде «17 ноября», цвета которой защищал в течение всей своей карьеры. Большую часть времени, проведённого в составе столичного клуба, был основным игроком команды. За это время становился национальным чемпионом и обладателем национального кубка.

## Карьера в сборной
В составе национальной сборной Албании дебютировал 3 ноября 1976 года в товарищеском матче против сборной Алжира (3:0). Всего за сборную Бачи провёл 7 матчей (6 из которых были квалификационными на ЧМ 1982) и забил 1 гол.

### Гол за сборную
| Дата            | Место                | Соперник  | Счёт | результат | Турнир                  |
| --------------- | -------------------- | --------- | ---- | --------- | ----------------------- |
| 3 сентября 1980 | Кемаль Стафа, Тирана | Финляндия | 2-0  | 2-0       | Квалификация на ЧМ 1982 |

## Достижения
- Чемпион Албании: 1981/82, 1984/85
- Обладатель Кубка Албании: 1982/83, 1983/84
- Финалист Балканского кубка: 1981/83

## После карьеры
Сейчас он работает в молодёжном отделе албанской футбольной ассоциации.